# Halterofilismo nos Jogos Olímpicos de Verão de 1996
O halterofilismo nos Jogos Olímpicos de Verão de 1996 foi realizado no Georgia World Congress Center, em Atlanta, nos Estados Unidos, entre 20 e 30 de julho, com dez eventos disputados, todos masculinos. Um total de 243 atletas de 77 nações competiram. Durante este torneio, 19 
recordes mundiais e 25 recordes olímpicos foram estabelecidos, após a reestruturação das classes de peso realizada pela Federação Internacional de Halterofilismo em 1993.

## Medalhistas
| Evento                | Ouro                                             | Prata                                               | Bronze                                             |             |
| --------------------- | ------------------------------------------------ | --------------------------------------------------- | -------------------------------------------------- | ----------- |
| –54 kg (20 de julho)  | Halil Mutlu TUR Turquia 132,5+155=287,5 kg       | Zhang Xiangsen CHN China 130+150=280 kg             | Sevdalin Minchev BUL Bulgária 125+152,5=277,5 kg   | [ 2 ] [ 1 ] |
| –59 kg (21 de julho)  | Tang Lingsheng CHN China 137,5+170=307,5 kg      | Leonidas Sabanis GRE Grécia 137,5+167,5=305 kg      | Nikolai Pechalov BUL Bulgária 137,5+165=302,5 kg   | [ 2 ] [ 1 ] |
| –64 kg (22 de julho)  | Naim Süleymanoğlu TUR Turquia 147,5+187,5=335 kg | Valerios Leonidis GRE Grécia 145+187,5=332,5 kg     | Xiao Jiangang CHN China 145+177,5=322,5 kg         | [ 2 ] [ 1 ] |
| –70 kg (23 de julho)  | Zhan Xugang CHN China 162,5+195=357,5 kg         | Kim Myong-Nam PRK Coreia do Norte 160+185=345 kg    | Attila Feri HUN Hungria 152,5+187,5=340 kg         | [ 2 ] [ 1 ] |
| –76 kg (24 de julho)  | Pablo Lara Rodríguez CUB Cuba 162,5+205=367,5 kg | Ioto Iotov BUL Bulgária 160+200=360 kg              | Jon Chol-Ho PRK Coreia do Norte 162,5+195=357,5 kg | [ 2 ] [ 1 ] |
| –83 kg (26 de julho)  | Pyrros Dimas GRE Grécia 180+212,5=392,5 kg       | Marc Huster GER Alemanha 170+212,5=382,5 kg         | Andrzej Cofalik POL Polônia 170+202,5=372,5 kg     | [ 2 ] [ 1 ] |
| –91 kg (27 de julho)  | Alexei Petrov RUS Rússia 187,5+215=402,5 kg      | Leonidas Kokkas GRE Grécia 175+215=390 kg           | Oliver Caruso GER Alemanha 175+215=390 kg          | [ 2 ] [ 1 ] |
| –99 kg (28 de julho)  | Akakios Kakiasvilis GRE Grécia 185+235=420 kg    | Anatoli Khrapati KAZ Cazaquistão 187,5+222,5=410 kg | Denis Gotfrid UKR Ucrânia 187,5+215=402,5 kg       | [ 2 ] [ 1 ] |
| –108 kg (29 de julho) | Timur Taimazov UKR Ucrânia 195+235=430 kg        | Serguei Sirtsov RUS Rússia 195+225=420 kg           | Nicu Vlad ROM Romênia 197,5+222,5=420 kg           | [ 2 ] [ 1 ] |
| +108 kg (30 de julho) | Andrei Tchemerkin RUS Rússia 197,5+260=457,5 kg  | Ronny Weller GER Alemanha 200+255=455 kg            | Stefan Botev AUS Austrália 200+250=450 kg          | [ 2 ] [ 1 ] |

## Quadro de medalhas
| Pos.                | País                | Ouro | Prata | Bronze | Total |
| ------------------- | ------------------- | ---- | ----- | ------ | ----- |
| 1                   | GRE Grécia          | 2    | 3     | 0      | 5     |
| 2                   | CHN China           | 2    | 1     | 1      | 4     |
| 3                   | RUS Rússia          | 2    | 1     | 0      | 3     |
| 4                   | TUR Turquia         | 2    | 0     | 0      | 2     |
| 5                   | UKR Ucrânia         | 1    | 0     | 1      | 2     |
| 6                   | CUB Cuba            | 1    | 0     | 0      | 1     |
| 7                   | GER Alemanha        | 0    | 2     | 1      | 3     |
| 8                   | BUL Bulgária        | 0    | 1     | 2      | 3     |
| 9                   | PRK Coreia do Norte | 0    | 1     | 1      | 2     |
| 10                  | KAZ Cazaquistão     | 0    | 1     | 0      | 1     |
| 11                  | AUS Austrália       | 0    | 0     | 1      | 1     |
| 11                  | HUN Hungria         | 0    | 0     | 1      | 1     |
| 11                  | POL Polônia         | 0    | 0     | 1      | 1     |
| 11                  | ROM Romênia         | 0    | 0     | 1      | 1     |
| Total (14 entradas) | Total (14 entradas) | 10   | 10    | 10     | 30    |